# 桂文楽 (8代目)
8代目 桂 文楽（かつら ぶんらく、1892年（明治25年）11月3日 - 1971年（昭和46年）12月12日）は、東京の落語家。本名∶並河 益義。位階は従五位勲四等、勲章は瑞宝章および旭日小綬章（死没時追贈）。
自宅住所から、「黒門町」「黒門町の師匠」「黒門町の文楽」などと呼ばれた。演じた演目の種類は多くはなかったが徹底的に練りこまれているとの定評がある。
落語における戦後の名人のひとりといわれ、2歳年上の5代目古今亭志ん生と併び称された。志ん生の八方破れな芸風とは対照的に、細部まで緻密に作り込み、寸分もゆるがせにしない完璧主義により、当時の贔屓を二分する人気を博した。

## 来歴・人物

### 出自
母は並河いく。並河家は武家で、常陸宍戸藩主松平家の家来筋。維新後も当主松平頼安家に奉公していた。
父は幕府将軍徳川慶喜の御典医の息子、並河益功（なみかわますこと）、旧姓小原。並河家の婿養子となり、維新後は明治新政府の大蔵省職員となった。その後、税務署長として各地に赴任している。父が青森県五所川原町税務署長を務め、一家で同地に赴任していた時、次男として誕生したのが益義である。このため、五所川原町出身となっている。一家の子たちは、みな父の名前から「益」の一字をとって命名された。
その後、父・益功は、帰京後に日本に割譲された台湾に単身赴任し、1901年（明治34年）にマラリアにかかって死亡している。家計が苦しく横浜のハッカ問屋に奉公に出されるが夜遊びが過ぎて東京に戻り、職を転々とするがどれも物にならなかった。横浜に舞い戻り証券のノミ行為をする店に入るがほどなくこの店はつぶれ、土地のヤクザの所へ出入りするようになる。この家の娘と男女関係になったのが露見して袋叩きの上で追い出され、再び東京に舞い戻った時に母・いくは、旗本の次男で警視庁巡査をしていた本多忠勝と再婚していた。本多が益義に落語界入りの道筋を開くことになる。

### 入門
義父・本多忠勝が、三遊派の2代目三遊亭小圓朝と懇意であった。この2人に 初代桂小南を紹介されて入門、桂小莚（かつらこえん）の芸名をもらい前座になる。初代小南は東京の三遊派に加入し人気絶頂だった。2代目小圓朝と初代小南は独立を画策し、「三遊分派」で途中まで同志だった。途中で初代小南が裏切り行為をしたため、二人は決裂した。
8代目文楽は東京時代の初代桂小南の唯一の弟子である。8代目文楽は内弟子として入門し、浅草にある初代小南宅に住み込んだ。初代小南は自身が上方の落語家であるため、この新しい弟子に稽古をつけることはなかった。8代目文楽は3代目三遊亭圓馬（当時は7代目朝寝坊むらく）に稽古を付けてもらうことになる。

### 3代目圓馬からの稽古
3代目圓馬は、ネタ数の多さで有名で、その中には東京・大阪の演目が幅広く含まれる。食べ方一つで羊羹の銘柄を描き分け、また豆を食べるのも枝豆、そら豆、甘納豆それぞれの違いをはっきりと表現し、8代目文楽を驚かせた。
稽古は丁寧でかつ厳しいもので、当時の8代目文楽はただ大声で怒鳴っているだけだったので、3代目圓馬は「お前の声は川向こうでしゃべっている声だ。なぜそんな声をだすんだ」とたしなめ、半紙を取り出して登場人物の家の間取りを自ら描き、人物の位置関係を懇切丁寧に説明してくれた。
若き日の8代目文楽はポーズフィラーが多く、それを矯正することもさせられた。ガラスのおはじきを買って来て、8代目文楽が噺をさらっている時フィラーが1回出るとおはじきを1個投げつけた。最初は一席話し終えるとおはじきの数が70を越えていた。稽古を重ねるにつれておはじきの数は減っていき、やがて0になった。また8代目文楽は原稿用紙に3代目圓馬のネタをどんどん自筆で書き写して覚えるということを続け、40歳を過ぎてもやっていた。
8代目文楽が京都にいたころ、3代目圓馬は関係の悪化していた4代目橘家圓蔵を殴打する事件を起こして師の初代立花家橘之助に破門され、ドサ回りに出る事態になった。8代目文楽が東京に戻った時、3代目圓馬は橋本川柳を名乗り大阪に定住していたため、大阪まで通って稽古を付けて貰った。8代目文楽は3代目圓馬を崇拝しており、汚い表現だが「なめろと言われれば師匠のゲロでもなめたでしょう」と語った。
3代目圓馬は晩年中風で倒れ、言葉が不自由になったが8代目文楽は生涯尊敬し続けた。

### 旅回りへ
師匠の初代桂小南が大阪へ帰ってしまったので一前座にすぎない8代目文楽は寄る辺が無くなってしまい名古屋に移住。紆余曲折あり旅回りの一座に混ぜてもらう事になり金沢にいる間だけ一時的に三遊亭小圓都を名乗る。京都、大阪、神戸、満州と流転して8代目桂文治（当時は3代目桂大和）と出会い1916年（大正6年）帰京し門下に入る。詳細は#年譜の1911年（明治44年）-1916年（大正6年）を参照。

### 5代目柳亭左楽
8代目桂文治（当時は7代目翁家さん馬）門下で翁家さん生（おきなやさんしょう）を名乗っていたが師匠と反りが合わず、睦会移籍を巡って袂を別ち実質的に5代目柳亭左楽門下になり行動を共にした。極めて人望と政治力があり落語界に隠然たる勢力を誇った5代目左楽によって1917年（大正6年）翁家馬之助（おきなやうまのすけ）で真打昇進、1920年（大正9年）8代目桂文楽を襲名した。8代目文楽襲名は5代目左楽によって強引に行われて非難を浴びることになった。5代目左楽からは芸よりも政治と帝王学を学んだ8代目文楽はのちに落語協会で長らくトップに君臨することになる。8代目文楽襲名の経緯は#年譜の1920年（大正9年）を参照。

### お座敷

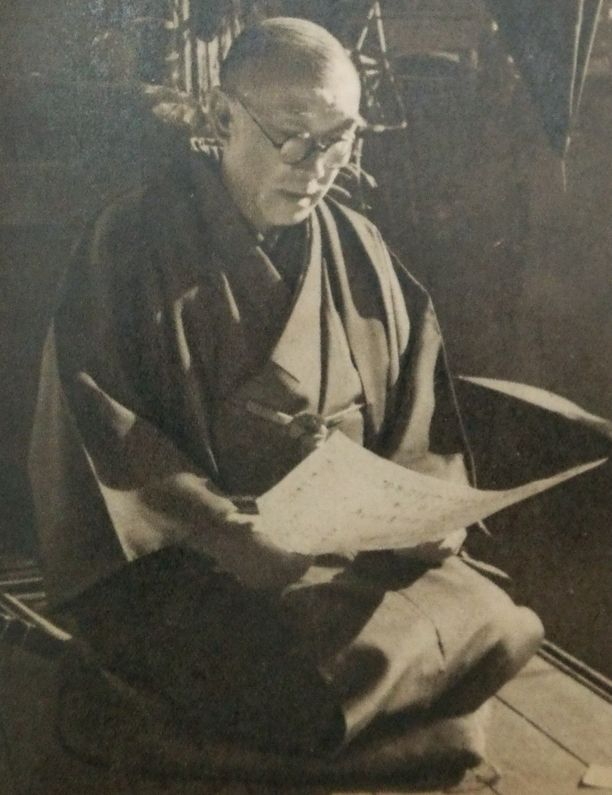
1949年

戦後しばらくまで、トップクラスの落語家はお座敷での余興を務めた。東京都内の一流料亭での酒宴に呼ばれて、落語を一席演じる。客は政界人、高級官僚、財界人、そして終戦までは高級軍人であった。一席演じ終えると、客と盃を酌み交わしたりすることもあった。
戦前から8代目文楽は6代目春風亭柳橋と並んで仕事の多さを誇っていた。毎晩、数件を掛け持ちして料亭を回った。まさに「飛ぶ鳥を落とす勢い」であり、出演料も飛びぬけて高かった。大学出の新入社員の初任給が2万円、ラーメンが30円、タバコが20円から40円という時代に、8代目文楽のお座敷での一回の高座のギャラが大体2万円であった。1日5〜6件回るとすると、現在の価値で日給100万円ほどと思われる。多くの落語家は噺だけでは間がもたずに踊りや珍芸などもやっていたが、8代目文楽はあくまでも落語だけを演じた。
弟子の柳家小満んは、ある文学者と話した時に師匠・8代目文楽の話題になり「桂文楽をどの寄席でご覧になりましたか」と聞くと、「君、文楽はお座敷ですよ」と言われた。料亭で飲食出来る階層の間には、8代目文楽の芸を満喫出来るのはお座敷という認識を抱いている者もいた。
座持ちの良さから依頼が多く、二つ返事で引き受けてはあちこちへ飛び回る熱心な仕事ぶりであった。一方で実は裏表が激しく、気に入らないことがあると後で怒ることも珍しくなかったという。その一端を目の当たりにした橘家圓蔵（当時は5代目月の家圓鏡）曰く「古今亭志ん生らと共に宮城県の女川へ旅講演に向かった際、仕事を終えて寿司屋で飲んでいた時に出される品物に逐一『美味しいですね』『いや結構なもので』と褒めちぎる文楽の様子を見た店主が、当地の名物であるホヤの刺身を出した。ただでさえ好き嫌いがはっきり分かれる食材の上、ホヤなどまるで知らない文楽だったが、落語の『ちりとてちん』よろしく『これが！あのホヤでございますか！いやはやこれは！まさに珍味という他ありませんな！』と絶賛し、これにすっかり感じ入った店主が文楽を食通と認める感謝状を贈った。これにも『お金では買えないものをいただき何とお礼を述べて良いやら』と上機嫌そうに言い、店を去った」、しかし「しばらく後、東京行きの夜行列車を待っていた頃に圓蔵が『師匠、これ（感謝状）はいがかいたしましょう？』と尋ねると即座に『そんなモンうっちゃっちまいな！』と激憤した」と振り返り、『ヨイショの圓鏡』の異名を取った圓蔵ですら、本音と建前の落差に唖然とさせられたという。

### 放送局専属
ラジオ東京（後のTBS）の開局からの専属であった。後にTBSが落語家の専属制度を廃するまで（同局演芸担当プロデューサー出口一雄の定年退社に伴う。1968年（昭和43年）あたりまで）一貫して専属であり続けた。他の専属落語家のように、他局と二重契約を平気で結んだり（5代目古今亭志ん生）、NHKだけは出演できる特別契約に変更したり（6代目三遊亭圓生）せずに、契約を忠実に守り通した。TBSに対する帰属意識が強く、TBSのことを「ウチの会社」とまで呼んでいた。また、洋装のときは必ず「TBSの社員バッヂ」を胸に着けていた。

### 最後の高座
高座に出る前には必ず演目のおさらいをした。最晩年は「高座で失敗した場合にお客に謝る謝り方」も毎朝稽古していた。
1971年（昭和46年）8月31日、国立劇場小劇場における第5次落語研究会第42回で『大仏餅』を演じることになった。前日に別会場（東横落語会恒例「圓朝祭」）で同一演目を演じたため、この日に限っては当日出演前の復習をしなかった。
高座に上がって噺を進めたが、「あたくしは、芝片門前に住まいおりました……」に続く「神谷幸右衛門…」という台詞を思い出せず、絶句した8代目文楽は「台詞を忘れてしまいました……」「申し訳ありません。もう一度……」「……勉強をし直してまいります」と挨拶し、深々と頭を下げて話の途中で高座を降りた。
舞台袖で8代目文楽は「僕は三代目になっちゃったよ」と言った。明治の名人・3代目柳家小さんはその末期に重度の認知症になり、全盛期とはかけ離れた状態を見せていた。
以降のすべてのスケジュールはキャンセルされた。8代目文楽自身からの引退宣言はなかったものの、二度と高座に上がることはなく、稽古すらしなくなった。ほどなく肝硬変で入院し、同年12月12日、死去した。79歳没。
引退時のエピソードは平成になってからも3代目桂米朝や5代目三遊亭圓楽の引退時にも引用されるなど現在でも語り草となっている。

## 定紋
三ツ割桔梗。

## 出囃子
近松半二作の人形浄瑠璃（後に歌舞伎化）『野崎村』の段（新版歌祭文 上巻）の大詰め幕切れ直前、お染が舟に、久松が籠に乗り、ともに野崎村を去るという場面がある。この場面の三味線二重奏（連れ弾き）が出囃子である。『野崎』と呼ばれる（『曳舟』、『野崎の送り』とも）。
もとは大阪の2代目桂春団治が使用していた出囃子である。8代目文楽との関係は桂春団治の項を参照。
※2代目桂小南と9代目桂文治は、名を8代目文楽からもらった。出囃子も同じものを使っている。#芸名の差配を参照。

## 所属協会
三遊派→京桂派→浪花落語反対派→三遊柳連睦会（いわゆる「睦会」）→（落語協会に合同）→落語睦会→ふりい倶楽部→東宝名人会→落語協会
落語協会では絶対権力者として君臨し、会長を2回、最高顧問を2回務めた。

## 私生活

### 結婚
落語界入りする以前にも土地のバクチ打ちの養女と関係が出来て横浜にいられなくなり、落語界入り後も桂小莚で二つ目だった時代には8代目林家正蔵（林家彦六）の妻・岡本マキの4番目の姉である山畑千代と駆け落ちし、若手真打の翁家馬之助の頃には女性関係をゴシップ専門の新聞に書きたてられ、お茶子であった最初の妻の帰省中に関係のあった女性が自宅に入れ代わり立ち代わりする程に女性関係が派手であった8代目文楽だけに、内縁も含めて生涯に数度所帯を構えている。
以下、複数の資料を基に判明した範囲で旧姓で配偶者を記す。
女性関係が複雑だったために記録として残る戸籍と実態に差異があったと思われ、資料により食い違いやつじつまの合わない部分も見られる。相手によっては正式に結婚せず内縁関係にあった可能性も含め、下記の年譜との差異も認められる。本頁は基本的には「八代目 桂文楽 年譜」を底としたが、資料によって結婚・離婚した年次に食い違いの見られる場合は【】でくくった上で複数の年次を記載した。
1. 【1913年（大正2年）[27]・1916年（大正5年）[23]】 - 年月不詳 大阪の寄席「紅梅亭」のお茶子（姓名不詳）と最初の結婚。御徒町に居を構える。
2. 【1918年（大正7年）[27]・1919年（大正8年）[23]】 - 1923年（大正12年） 鵜飼富貴。日本橋の土蔵造りの旅館「丸勘」の主人。8代目文楽（当時は翁家馬之助）は入夫して並河姓から鵜飼姓となる。
3. 1924年（大正13年） -【1925年（大正14年）[27]・1928年（昭和3年）[23][注釈 11]】  武本志ん。横浜の芸者。
4. 年月不詳 初代文の家かしく未亡人（姓名不詳）[注釈 12]。
5. 【1925年（大正14年）[27][24][注釈 13]・1940年（昭和15年）[23][注釈 14]】 - 1969年（昭和44年） 岸寿江。九段・富士見町の待合の主人。初代文の家かしく未亡人没後黒門町に転居[29]。
6. 1970年（昭和45年） - 1971年（昭和46年） 服部梅子[注釈 15]。8代目文楽との間に実子あり。8代目文楽とは音楽学校の邦楽科に通っていた1931年（昭和6年）頃[注釈 16]に出会った。「つるつる」の登場人物「お梅ちゃん」のモデルである[24]。

- 8代目文楽の妻として一般的に知られているのは並河寿江（旧姓・岸）である。当時落語界最高峰の8代目文楽の妻とあって落語界に相当な権勢があり、横暴な面もあったが周囲の面倒も良く見た。“裏長屋の淀君”あるいは“苦み走った女”との異名がある[30]。
- 晩年も京都の電話交換手[26]を始め複数の女性と関係があり、寿江没後にそれらの女性のうち大阪の義太夫芸者[24]と結婚する意志を持ったが周囲に説得され、30年来内縁状態にあった服部梅子および実子を入籍した。

### 子供
- 寿江との間に子供が出来なかったので親戚の子・敏男を養子にとり長男としたが、当人は太平洋戦争中軍需工場で働くことを志願。引き留めたが、敏男は翻意せず満洲国へ出発した[注釈 17]。「お前は桂文楽の子だから捕虜になると承知しませんよ」が最後の会話となった。敏男の出発は終戦直前のことである。終戦後も消息不明の敏男を探し続けた。伝手を頼み、新聞の引揚者欄やNHK「尋ね人の時間」を欠かさずチェックした[注釈 18]が消息不明のまま戦後20年以上が経ち初めて敏男が死んだことを認め、命日を1946年（昭和21年）6月10日とした（行年16才）[23]。
- 最後の妻・梅子との間に実子がいる。大学卒業後パティシエとなり、東京大学の赤門近くでケーキとカレーの店を経営していた。皇后雅子が東京大学在学中に通った[注釈 19]。

養子に取る話が出たが立ち消えになったケースを以下に記す。
美濃部貴美子
- 5代目古今亭志ん生の次女[注釈 20]。
- のちの5代目志ん生一家[注釈 21]の生活が困窮していた時代に、次女の貴美子を5円の対価で養女にとることになったが、市電で8代目文楽宅へ行く途中で父（のちの5代目志ん生）に連れられていた貴美子が泣き叫んでその場を動かなくなり取り止めた。

7代目立川談志と6代目柳亭左楽
- いずれも8代目文楽の妻（当時）・寿江の希望によるが本人たちが希望せず取りやめとなった。7代目立川談志（当時は二つ目で柳家小ゑん）のケースでは夫婦養子でもいいと言われたが「それでなくとも生意気なのに黒門町の養子になったら師匠の5代目柳家小さんに『おいモリ公』などど言いかねない」と周囲の反対も強かった[33]。
- 6代目柳亭左楽の場合は直接話をされたわけではなかったが、寿江が左楽（当時は二つ目で桂文平）と寿江の姪を結婚させて夫婦養子にしようと考えていた矢先に左楽が現在の妻と結婚する旨を報告したため話自体が無くなった[34]。

### 自宅
東京都台東区西黒門町に自宅があった。西を取った「黒門町（くろもんちょう）」という名は、8代目文楽を指し示すもう一つの呼び名ともなった。筋向かいの4〜5軒先には、5代目古今亭今輔の自宅もあったが、5代目今輔は町名で呼ばれることはなかった。1964年（昭和39年）、住居表示に伴う町名変更で「東京都台東区上野1丁目」となったが、8代目文楽の呼び名は「黒門町」のまま変わらなかった。
自宅は木造二階建てで門柱には、本名フルネームと芸名フルネームの二枚の表札が掛けられていた。
2012年（平成24年）現在は空き地で地番としても存在していない。旧宅跡の筋向かいに社団法人落語協会の事務所があり、東側路地口には2002年（平成14年）に移転してきた本牧亭が2011年（平成23年）まで営業していた。

## 年譜
- 1892年（明治25年） - 11月3日：青森県五所川原町にて出生。
- 1894年（明治27年） - 父が東京に転任し、東京に戻る。
- 1899年（明治32年） - 地元の根岸尋常小学校に入学。
- 1901年（明治34年） - 父が任地の台湾で病死する。
- 1902年（明治35年） - 家計が苦しくなり、小学校は3年で中退。横浜の問屋に丁稚奉公に出る。
- 1906年（明治39年） - 奉公先から夜逃げする。道楽のかたわら仕事を点々とする。
- 1908年（明治41年） - 落語家になる。東京浅草に定住し三遊派のスターだった初代桂小南に入門。住み込みの内弟子となる。桂小莚（かつら・こえん）と名乗る。若手勉強会『胆力養成会』では「道灌小僧」の異名をとっている。他の弟子と連れだって近所（黒門町、後に浅草に転居）に住む3代目三遊亭圓馬宅に行き、スパルタ式の稽古を付けてもらう。
- 1910年（明治43年） - 二ツ目昇進。入門から僅か2年のスピード出世。
- 1911年（明治44年）
  - 初代小南が三遊分派を起こすが失敗し東京を去ったため、師匠を失う。三遊分派の同志の一人が紹介状を書いてくれ、名古屋へ移住することを勧めた。
  - 三遊分派の別の同志・3代目小金井芦洲の一座に混ぜてもらい、ドサ回り。しかし座頭の3代目芦州自身が逃亡し、一座は消滅。単身名古屋に転居し、当地の寄席に上がる。
  - 名古屋在住の三遊亭圓都のドサ周り一座に混ぜてもらい、巡業の間だけ三遊亭小圓都を名乗る。
- 1912年（明治45年）
  - 明治天皇崩御。歌舞音曲停止のため、巡業続行不可能と判断し、圓都一座は解散（圓都は後に廃業し道具屋となる）。名を桂小莚に戻す。一旦帰京する。
  - 京都に行き、当地の寄席笑福亭に住み込む。初代桂枝太郎らと共に「京桂派」結成メンバーとなる。1年滞在。毬の名手、2代目春本助治郎と知り合う。
  - 大阪に行き、浪花落語反対派に加入。1年滞在。反対派紅梅亭のお茶子[注釈 24]と結婚。当地に在住していた8代目桂文治（当時は3代目桂大和）と知り合う。
  - 神戸に落ち延びる。落語家として1年滞在。
  - 上方セミプロ芸人桂門三郎（桂仁左衛門の門下）の一座に入り、当時の満洲をドサ回り。
- 1916年（大正5年）
  - 東京に戻る。かつて大阪で知りあった、8代目桂文治（根岸の文治。当時翁家さん馬）門下に移り、翁家さん生を襲名。
  - 8代目文治より、真打昇進し、翁家馬之助を襲名するように命じられたが、本人は一旦断った。
  - 8代目文治は、三遊柳連睦会（いわゆる「睦会」）に行く約束を翻して東京寄席演芸会社に所属。文楽はそれに帯同せず、睦会に行く。
- 1917年（大正6年）9月 - 睦会で真打昇進、翁家馬之助襲名。披露口上で、睦会会長5代目柳亭左楽は、事情あって師匠と離れ離れになっています、と紹介。形式的には8代目文治門下で在り続けながら、事実上、5代目左楽門下へ移る。以後、生涯に渡り5代目左楽の弟子となり、主に人間学・対人面の技術・人心掌握術を学ぶ。また、「睦の四天王」（他は2代目桂小文治、3代目春風亭柳好、6代目春風亭柳橋）の一角を占める人気落語家になる。
- 1918年（大正7年） - 2度目の結婚をする。相手は旅館「丸勘」の後家。婿養子になる。姓を「鵜飼」に改める。
- 1920年（大正9年）
  - 5月6日 - 8代目桂文楽襲名。その際、5代目柳亭左楽によって既存の5代目桂文楽を強引に他の名（桂やまと）に改名させ（後の3代目桂才賀）、世間から激しい非難を浴びる。新しい文楽は実際には6代目だが、末広がりで縁起がいいからと、6も7も飛ばして、8代目を名乗る。
  - 初めての弟子（三遊亭銀馬）をとる。
- 1923年（大正12年） - のちの7代目橘家圓蔵が入門。
  - 9月1日 - 関東大震災。旅館も立ち行かなくなる。妻を捨てて北海道に巡業に行き（旅費は最初の妻が出した）、そのまま離婚。姓を元に戻す。
  - 三遊柳連睦会（いわゆる「睦会」）が一旦消滅し、落語協会に一本化されるも、旧睦会グループは離脱し、「落語睦会」として再建される。
- 1924年（大正13年） - 3度目の結婚。
- 1925年（大正14年）
  - 離婚。
  - 4度目の結婚。結婚式を挙げる（芸人で結婚式を行った初めての例という）。
- 1937年（昭和12年）11月13日
  - 落語睦会が解散する（以降、5代目柳亭左楽と別行動をとる）。
  - 自身で新団体「ふりい倶楽部」を結成。
  - 春本助治郎と共に東宝名人会に参加。
- 1938年（昭和13年） - 東京落語協会（現落語協会）に加入。
- 1945年 （昭和20年） - 3代目三遊亭圓馬死す。
- 1950年（昭和25年） - 皇族（秩父宮雍仁親王）の邸宅に招かれて落語を披露。この時は「素人鰻」を演ずる。弟子の5代目柳家小さんを帯同。この後何回も秩父宮邸に招かれる。
- 1953年（昭和28年）
  - 師匠5代目左楽死去。
  - 出口一雄に請われ、ラジオ東京（現：TBS）と専属契約。
- 1954年（昭和29年）
  - 第9回文部省芸術祭賞受賞（落語家で初めての受賞。演目は「素人鰻」）。
  - 喉のポリープ除去の手術を受ける。そのため、この年以前に収録された口演の音源はこれ以降よりも声の艶が良いと言われている。
- 1955年（昭和30年） - 落語協会3代目会長就任。（前任は元師匠8代目桂文治）。
- 1957年（昭和32年）
  - 落語協会会長職勇退（後任は5代目古今亭志ん生）、最高顧問就任。
  - 芸談『あばらかべっそん』出版。
- 1961年（昭和36年） - 5代目志ん生、脳溢血に倒れる。この年、8代目文楽は入れ歯を入れたため、以降は口跡が悪くなったと言われる。
- 1963年（昭和38年） - 体調が万全でない5代目志ん生に代わり落語協会会長に再度就任。
- 1965年（昭和40年） - 落語協会会長職勇退（後任は6代目三遊亭圓生）、最高顧問に再度就任。
- 1966年（昭和41年） - 第21回文部省芸術祭賞受賞（演目は「富久」）。
- 1969年（昭和44年） - 第4の妻と死別。
- 1970年（昭和45年）11月10日 - 第5の妻と夫婦としての同居生活を始める
- 1971年（昭和46年）
  - 5月10日 - 結婚した第5の妻と披露宴をあげる。
  - 8月31日 - 第5次落語研究会において最後の高座。
  - 東京・駿河台日本大学病院に入院。
  - 12月12日午前9時18分 - 駿河台日本大学病院において死去した。死因は肝硬変。79歳没。同年12月17日、特旨を以て位記を追賜され、死没日付をもって従五位に叙され、旭日小綬章を追贈された[2]。
  - 墓所：世田谷区妙法寺
  - 戒名：桂春院文楽益義居士

## 受賞
- 従五位
- 勲四等旭日小綬章（死没時追贈）
- 勲四等瑞宝章
- 紫綬褒章 - 落語家として初。
- 文部省芸術祭賞 - 2回受賞。うち1回は落語として初の芸術祭賞。

## 演目
師匠3代目圓馬は持ちネタが異常に多かったが、8代目文楽はごく限られた演目を極限まで練り上げ磨き上げた。

### 主な演目一覧
- 明烏
- 愛宕山
- 穴どろ
- 按摩の炬燵
- 鰻の幇間（うなぎのたいこ）
- 馬のす
- 厩火事
- 王子の幇間
- 鶴満寺
- 景清
- かんしゃく
- 小言幸兵衛
- しびん
- 〆込
- 素人鰻
- 心眼
- 酢豆腐
- 大仏餅
- つるつる
- 富久
- 寝床
- 干物箱
- 船徳
- 星野屋
- 松山鏡
- やかん泥
- 厄払い
- 夢の酒
- よかちょろ
- 悋気の火の玉

### 備考
- 8代目文楽のネタの主題は「幇間」「若旦那」「盲人」の三つに大別される[注釈 25]。
  - 盲人を主題とする噺のなかで、特に『心眼』は彼以外に演じ手がなかった。他に『景清』『大仏餅』『按摩の炬燵』など。
  - 「若旦那」噺の代表である『明烏』は若いころからの売り物であった。噺の中に登場人物が甘納豆を食べる場面があり、その芸の巧みさに客が釣りこまれて甘納豆を食べたくなるほどと言われる。明烏を寄席で高座にかけると、売店で売られていた甘納豆が売り切れた。
- 『愛宕山』（幇間の噺）、『船徳』（若旦那の噺）などの評価が高いが、この2作の噺は派手なアクションが売り物であり非常に体力を消耗した。特に『愛宕山』を演じ終えた8代目文楽は息絶え絶えになりながら小一時間身を横たえて休息しなければならなかったという。晩年は狭心症のために、楽屋に出入りしていた医師が『愛宕山』を演ずることを止めたが、聞き入れなかった。
- 他にも、高座で自ら演じることはなかったが、「芝浜」を3代目桂三木助に、「髑髏柳」を8代目林家正蔵に伝えている。
- 8代目文楽の噺の多くに、演者が泣く、あるいは泣く真似をするシーンが現れる。川戸貞吉はこれを指して「泣きの文楽」と命名した。
- 同一演目の口演時間がまるで機械で再生するかのように毎回ほとんど同じだった。
- 非常に限られた演目だけを習得し研ぎ澄ましていくという方法は、多くの一般的な落語家とは異なっている。三遊亭圓生 (6代目)は、300に及ぶ膨大な数のネタを持っていたが、8代目文楽は圓生の芸について「圓生は無駄ばかり。あたしのネタはすべて十八番」と言い、6代目圓生は8代目文楽の芸について「正確無比かもしれないが、芸を型にはめすぎて融通がきかない、芸に血が通わない」と評していた。
- 名作落語全集（騒人社書局：1929年、1930年発行。編者：今村信雄)には8代目文楽の速記として、第一巻/開運長者篇に「芝浜」「初音の鼓」、第二巻/頓智頓才篇に「羽織の幇間」、第三巻/探偵白浪篇に「花色木綿」「薙刀傷」、第四巻/滑稽怪談篇に「たちきり」、第五巻/芝居音曲篇に「なめる」「役者息子」、第六巻/滑稽道中篇 に「法華豆腐」「富士詣り」、第七巻/恋愛人情篇 に「心眼」「夢の瀬川」、第八巻/剣侠武勇篇に「写真の仇討」「提灯屋角力」が収められている。

## 残された作品

### DVD
第五次落語研究会で収録された映像が主催のTBSに残っている。TBSと8代目文楽との関係は別稿参照。2009年3月27日にDVDとして発売される。
- タイトル「落語研究会 八代目桂文楽 全集」8枚組セット販売[注釈 26]
- 発売元:TBS、竹書房
  - disc 1 明烏、穴どろ、按摩の炬燵
  - disc 2 富久、干物箱、馬のす、大仏餅
  - disc 3 愛宕山 (落語)、心眼、つるつる
  - disc 4 鰻の幇間、悋気の火の玉、景清、松山鏡
  - disc 5 夢の酒、かんしゃく、締め込み、明烏
  - disc 6 酢豆腐、船徳、富久
  - disc 7 素人鰻、景清、 愛宕山
  - disc 8 明烏、つるつる、踊り「深川」唄「有明」、対談、インタビュー 他

吉田茂元内閣総理大臣との会談も含めて、貴重な映像が揃う。

### CD
CD・レコードともに多くの会社に吹き込み、発売されている。
その集大成といえるのが『八代目桂文楽 落語全集』小学館、（CDブック）である。

### 映画
- 羽織の大将（1960年、東宝）

主演はフランキー堺。共演は柳家金語楼、安藤鶴夫、桂小金治、2代目三遊亭歌奴（3代目三遊亭圓歌）、桂小益（9代目桂文楽）。監督は千葉泰樹。
新入落語家フランキー堺の大師匠役を演ずる。座談で「実にどうも、べけんやべけんや」といった8代目文楽特有の口調をフルに披露。安藤鶴夫を前にして落語まで演ずる。この映画をきっかけにして主演のフランキー堺に落語の芸名を付けている。

### 書籍

#### 芸談
- 『芸談あばらかべっそん』青蛙房、1957　のち旺文社文庫、ちくま文庫　
  - 『日本の芸談』第8巻 九芸出版、『日本人の自伝』第21巻 平凡社
  - まとめたのは正岡容。
- 『落語藝談　上』（聞き手 暉峻康隆）三省堂新書、1968　のち小学館ライブラリー

#### 口演集
- 『桂文楽全集』上・下巻 立風書房 1973
- 『古典落語　文楽集』飯島友治編 ちくま文庫 1989
- 『八代目桂文楽落語全集』暉峻康隆監修 小学館 1998 - CDブック

#### 他人による評論
- 安藤鶴夫によるエッセー（多数）
- 3代目柳家小満ん『わが師、桂文楽』平凡社、1996年　『べけんや（わが師、桂文楽）』河出文庫
- 今村信雄『落語の世界』青蛙房、1959　のち平凡社ライブラリー
- 山口正二『聞き書き七代目橘家円蔵』
- 山本益博『桂文楽の世界』芸風社、1972　のち『さよなら名人芸　桂文楽の世界』晶文社（著者自身の早稲田大学卒業論文）

## 一門・内輪

### 落語の弟子

#### 職業落語家
- 六代目三升家小勝
- 五代目柳家小さん - 四代目柳家小さん死去に伴い移籍
- 七代目橘家圓蔵
- 柳亭市楽

### 他門下へ移籍
- 桂文馬 - 二代目三遊亭金馬門下へ
- 桂文生 - 一門を転々とし四代目柳家小さん門下へ
- 桂小益 - 文楽没後七代目橘家圓蔵門下へ
- 桂文平 - 文楽没後七代目橘家圓蔵門下へ
- 桂小勇 - 文楽没後五代目柳家小さん門下へ
- 桂楽之助 - 文楽没後七代目橘家圓蔵門下へ
- 桂文吉 - 文楽没後五代目柳家小さん門下へ

預かり
- 古今亭志ん駒 - 五代目古今亭志ん生門下から（後に志ん生門下へ戻る）

#### 講談
- 二代目神田山陽 - 後に一門を離脱

#### 色物
- アダチ龍光 - 奇術
- 都上英二・東喜美江 - 漫才
- 七代目橘家圓太郎 - 音曲・林家彦六門下へ移籍
- 片岡鶴八 - ものまね
- 桂二三夫 - 音曲・五代目柳家小さん門下へ

#### 芸人以外の内輪
- 出口一雄　ラジオ東京（現：TBS）の演芸プロデューサー（当時）。放送局による落語家の専属制度を敷き、8代目文楽をラジオ東京に招聘した。
- 富田宏　東京新聞芸能担当記者（当時）。古典芸能を担当。ラジオ東京の演芸プロデューサー・出口一雄の紹介で8代目文楽の内輪となった[35]。

#### 5代目柳家小さん
- 5代目柳家小さん（人間国宝）は「小さん」襲名前、自らの9代目柳家小三治への改名・真打披露興行中に師匠4代目柳家小さんを亡くし、8代目文楽の預かり弟子となった。8代目文楽は愛想よく振る舞うのが苦手だった9代目小三治をいろいろな場に帯同し連れ歩き、社交性と人付き合いを実地で教え、愛嬌を身に付けさせた。
- 「小さん」襲名の披露目の前日、8代目文楽が支度のために銀行から引き下としておいた全財産約7万円を、夫婦喧嘩をして怒った8代目文楽の妻がすべて持って飛び出してしまった。どうなるかと心配したが、夜遅くになって知人と共に帰ってきて謝り、事なきを得た。
- 8代目文楽は政治力で9代目小三治に「5代目柳家小さん」を襲名させた。柳家の止め名であるこの襲名に当たっては、4代目小さん一門の兄弟子（林家彦六や4代目鈴々亭馬風）がワリを食った形になり、周囲に批判的な評判も立ったが押し通した。恩義のある5代目小さん夫妻は、8代目文楽へ献身的であった（海老名香葉子『おかみさん』より）。
- 落語協会会長になっていた5代目小さんは、関係者（8代目文楽本人、その弟子の6代目小勝・7代目圓蔵ら）の没後、8代目文楽の弟子のうち生存者で最高位の桂小益に9代目桂文楽を襲名させた。

#### 一門のエピソード
- 本来の一番弟子は1920年（大正9年）入門の桂文弥（のちの三遊亭銀馬）。しかしすぐに2代目三遊亭金馬一門に移った。
- 早い時期の弟子として7代目橘家圓蔵がいる。しかし7代目圓蔵（当時は桂文雀）は一度破門されている（弟子として復帰するまで約20年のブランクを要した）。その理由は2つある。
  1. 1つは7代目圓蔵が師匠8代目文楽の金を日常的にくすねていたこと。
  2. もう一つの理由は、上述されているように3度目の妻について落語家内で広まっていた悪い評判を8代目文楽に伝えたことだった。師匠のためを思ってしたことであったが、8代目文楽はこれで7代目圓蔵を完全に切り捨ててしまった。
- 8代目文楽死後17日後、6代目小勝も早世した。残された8代目文楽の弟子の多くが一門の総領弟子となった7代目橘家圓蔵門下となった（同じく8代目文楽一門の5代目小さん一門に入った者もいる）。
- 3代目桂三木助は日本芸術協会（現落語芸術協会）脱退後、落語協会に加入する際に、協会前会長8代目文楽の形式的な門下となった（いわゆる「身内となった」「内輪になった」）。
- 5代目古今亭志ん生が満洲国に巡業に行くため、留守中、2人の前座をそれぞれ他の師匠に預けた。8代目文楽に預けられたのは初代金原亭馬の助である。5代目志ん生の帰国まで、8代目文楽の弟子として修行した。
- かつて初代桂小南門下で弟弟子だった8代目金原亭馬生（ゲロ万）は、二つ目時代のごく短期間、8代目文楽の門下に入った。彼に与えた名が初代桂文生。
- 孫弟子に林家三平と8代目橘家圓蔵がいる。5代目小さんの弟子は言うまでもなく多数ある。
- 孫弟子である8代目橘家圓蔵は、前座時代に8代目文楽の内弟子を務めた。8代目文楽の直弟子が昇進し、前座の手が足りなかったので孫弟子が交代で通っていた。8代目文楽の妻（4人目の妻）に気に入られ、実質的な内弟子となった。ここで8代目圓蔵は8代目文楽宅の女中（「ウチのセツコが…」の妻の節子）と出会い、結婚した[36]。

#### 素人弟子
- 映画「羽織の大将」で共演した、フランキー堺を弟子とした。映画完成後、フランキーに∶桂文昇（上方落語の同名跡とは別系譜）という落語家名を与えた（『桂文楽全集』下巻 付録）。フランキーは他の映画でも落語家役を演じ、あるいは落語に深く関わりのある作品（幕末太陽傳）に主演している。
- 他にもアマチュア落語家の弟子がいた。その一人である桂文鶴に稽古をつけてもらい桂文芝という名をもらったのが少年時代の篠山紀信でありアマチュアだが8代目文楽の孫弟子にあたる。

## 芸名の差配
他の一門の襲名にも数多く関与している。
- 6代目三遊亭圓生が持つ名跡と自分が持つ名跡を交換しようとし、結果として本来の一番弟子に7代目橘家圓蔵という大名跡を襲名させる事が出来た。しかし、8代目文楽が持っていた「桂小南」は6代目圓生によって使われることはなく、「桂小南」という名跡は空き名跡となった。当時2代目山遊亭金太郎だった2代目桂小南は、真打昇進時に三遊亭右女助を継ぎたかった。8代目文楽の弟子6代目小勝がかつて「桂右女助」を名乗っていたので8代目文楽がこの名跡を管理していると考えられていた。8代目文楽を訪問して三遊亭右女助の名をもらえるか打診すると、右女助より格上の小南をと言われて師弟共々驚きかつ喜んだ[37]。
- 3代目桂米朝は4代目桂三木助を襲名することになった。3代目米朝は東京の8代目文楽に直に会い、協力を申し入れた。松竹直営の大劇場、大阪・中座での襲名披露興行を提案し、3代目米朝側は千土地興行から松竹芸能への移籍を示唆している、と解釈した。千土地興行へ恩義があった3代目米朝は襲名を辞退し、話はそこで立ち消えになった。
- 桂文治の名跡は桂派家元の大名跡だが、東西を行ったり来たりしていた。8代目文治は8代目文楽のかつての師匠で、落語協会会長であった。8代目文治没後、元弟子で8代目文治の前名を名乗る9代目翁家さん馬に9代目文治を襲名させた。名跡が大阪に流出することを防ぐためである。経歴的には最善の選択のように思えるが、彼は本格的古典派でなく、本人も幾つかの理由で襲名を嫌がったが結局8代目文楽の押しで襲名を実現させ、東京にこの名跡を残した。

## 寄席文字
- 弟子（橘左近）を持った橘右近に、「寄席文字」の流派を作ってその家元になったらどうかと提案した。右近は文楽の了承のもと、「橘流」を創始した。かつてなかった寄席文字の一門が確立できただけでなく、従来「ビラ字」とのみ言われていた寄席文字の地位が飛躍的に上昇した。

## 他の芸人・関係者とのエピソード

### 春本助治郎
毬の名手、春本助治郎は京都時代からの旧友で、東宝名人会に共に加入したりもした。春本が、鈴本演芸場の鈴木孝一郎席亭の末娘英子と結婚する話が持ち上がった時に、鈴木家は春本の豊富すぎる女性体験に難色を示した。8代目文楽は単身鈴木家に乗り込み助治郎を援護。春本と結婚した鈴木家の末娘英子はのちの講談定席本牧亭の創業者・席亭・石井英子である。

### 4代目古今亭志ん生
ある女性が、8代目文楽と4代目古今亭志ん生（鶴本の志ん生）の両方と男女関係にあった。4代目志ん生が3者での会合をセッティングし8代目文楽はそこで事実を知った。4代目志ん生は金での解決を提案し、8代目文楽は先輩には逆らえずに泣く泣くその条件をのみ、この悔しさを芸に生かすべく精進した。

### 5代目古今亭志ん生
5代目古今亭志ん生は長らく売れず60歳近くまで借金取りから逃げ回る生活を送っていた。8代目文楽からも度々借金している。質種を持っては来るがまともな値では転売できそうもない物ばかりで、自宅は5代目志ん生の骨董品で埋まってしまい、8代目文楽の家を訪れても5代目志ん生の家に来ているようだったという（新宿末廣亭席亭、北村銀太郎）。5代目志ん生が売れてから8代目文楽はかつて5代目志ん生が持ち込んだ古い額を自宅の客間正面に掲げ、客が来るたびに披露した。外聞が悪いと5代目志ん生が高額で買い取りを打診したが「質流れの品物」との理由で断固拒否した。

### 3代目三遊亭金馬・3代目春風亭柳好
- 3代目三遊亭金馬と8代目文楽は共に3代目圓馬から落語を教わっている。3代目金馬は批評家達から本格派と認められなかったが、8代目文楽は3代目金馬の芸を高く評価していた[39]。3代目金馬に直接電話をして、高座の良い部分を次々挙げて褒めていくことがあったという。
- 3代目春風亭柳好に対しても同様で、久保田万太郎が毛嫌いした芸に8代目文楽は惚れ込み、激賞した。日本芸術協会から引き抜くところまでいったが、落語協会内の事情があり実現しなかった。

### 2代目桂春團治
2代目春團治とは無二の親友で、互いに「河合さん」「並河さん」と本名で呼び合っていた。また芸をも高く評価し「あの人は関西の名人です。」と褒めていた。出囃子の「野崎」は本来春團治が用いていた。8代目文楽は非常に気に入り譲り受けたが、8代目文楽は来阪時と春團治上京時には一切使用しないという条件が付けられた。2代目春團治死後も3代目春團治襲名披露興行などに下阪するなど上方落語の復興に尽力した。

### 7代目立川談志
- 「源平盛衰記」は7代目立川談志の売り物であった。しかし、落語勉強会[注釈 29]において、8代目文楽は7代目談志にこんな噺をやってはいけないと頭ごなしに叱りつけた[40]。その後理由を尋ねると、調子に乗るといけないので叱った、との事だった。
- 養子にする話があった。詳細は#子供参照。
- 7代目立川談志がはじめてとった弟子は10代目土橋亭里う馬である。7代目談志は彼の初名を「立川談十郎」と名付けた。歌舞伎宗家市川團十郎のもじりであり、7代目談志一流の諧謔精神による[注釈 30]。しかし8代目文楽をはじめとした師匠連にこともあろうに『團十郎』とはと不興を買い、師匠である7代目談志に無断で「談十」と楽屋帳に記していた。7代目立川談志には生前自筆の書を送っており自宅に額に入れて保管されている。

### 春風亭小朝
8代目文楽はTBSラジオのラジオ番組「しろうと寄席」の審査員をしていた。
この企画はのちにフジテレビに移りしろうと寄席と同じタイトルで放映された。春風亭小朝はアマチュア時代この番組で勝ち抜き、8代目文楽に「あなた、噺家におなんなさい」と直に声をかけられて弟子入り志願の手紙を出したが断られた。

### その他
- 噺家の川柳会「鹿連会」の師匠であった、川柳家の坊野寿山は、「一緒に遊んで一番楽しいのは8代目文楽だった。座談は上手いし、踊りも見せるし、粋だなと思わせる数少ない噺家だった。」と書いている[42]。
- 8代目文楽は覚醒剤「ヒロポン」（メタンフェタミン）[注釈 33]の常用者であったとみられている。7代目立川談志の証言[43]があるほか、6代目蝶花楼馬楽の自著[44]によれば、ヒロポンより前に流行った「ムルチン[注釈 34]」も8代目文楽は常用しており、6代目馬楽はムルチンをお茶代わりに出されたり、「注射一本打ってあげよう」などと言われたという。
- 落語協会会長に就任した後、弟子入りにあたっては師匠に保証金2万円（当時）を持ってこなければならないという規則を作った。その額はそれ以降、少なくとも8代目文楽自身の直弟子は本当に支払っている。映画「羽織の大将」でもこのエピソードが出てくる。
- 手ぬぐいの代わりに白いハンカチを用いていた。
- 亡くなる十数年前、胸を患った8代目文楽は、4代目柳家小さんの妹が「拝み家」をしていたことを思い出して占ってもらった。すると「えらい坊さんが出ました。その坊さんは塙保己一と名乗り、文楽はまだ大丈夫だと語った」とお告げが出た。そこで8代目文楽は保己一の墓に行って、汚れている墓をきれいにした。寺の住職に過去帳を見せてもらうと、同行していた5代目柳家小さんがその系図の最後の人を指差し、「この人は軍隊の時の自分の上官です。随分殴られました」と語った[45]。

## 趣味
- 義太夫
女流義太夫の竹本素龍（もとりゅう）に師事し、1964年（昭和39年）から月水金の週三回稽古に通った。
2代目神田松鯉の紹介によるもので、8代目林家正蔵、6代目三升家小勝、7代目橘家圓蔵、一龍斎貞花（のちの6代目一龍斎貞丈）、内海好江、柳家さん八（のちの9代目入船亭扇橋）、三遊亭六生（のちの三遊亭生之助）らが参加し、本牧亭で義太夫の会を開催した[46]。
三越落語会や東横落語会の余興でも一席伺い、さらには自身の得意ネタ「寝床」さながらに鰻料理店の広間で料理や酒を供しての「寝床の会」を3 - 4回ほど開催した[47]。腕前はもう一つで、当初「寝床の会」に招かれた芸人仲間は1度で懲り、以降はおかみさん連が客として参加した。圓朝忌でも落語ではなく義太夫を奉納してしまい、一同をあきれさせた。
師匠・竹本素龍が死去し、長唄の師匠であった5度目の妻・梅子への配慮もあって義太夫はとりやめた[48]。
愛用していた見台は京都在住のさる素封家が所有していたもので、師匠・竹本素龍の紹介で格安で入手した。家紋を自身の三ツ割桔梗に書きかえようと初代金原亭馬の助の親類の職人に依頼したところ、当時の価格で40万円でも作れない品物で、とても手を加えることは出来ないと断られた黒漆仕上げで紋は高蒔絵の逸品である[49]。義太夫をとりやめたあとに長男の友人であった3代目豊竹英太夫に譲渡され、6代目豊竹呂太夫を襲名した現在でも愛用中である[50]。
- 釣り
- 骨董
- たばこ入れや煙管の収集
漆塗りのからくり箪笥を特製して収納するほどの逸品ぞろいのコレクションであった。女性がらみのトラブルの解決金をねん出するために大半を売却した。これらは売却後も散逸せず、100本ほどあったコレクションのうち40本ほどがたばこと塩の博物館に「桂文楽旧蔵品」として所蔵されている[51][52]。

## 名言集
- 「お後がよろしいようで」
- 「べけんや」（共に意味はない）。7代目立川談志は、8代目文楽を称して「究極の感覚人間、いわゆるナウの人」と評している。
- 「あばらかべっそん[注釈 35]」
- 「死ぬまで勉強です」
- 「悲しいと思ったら、それが芸ですよ」 / 「悔しいと思ったら、それが芸ですよ」 / おいしい料理を一口だけ弟子に食べさせて「美味いかい?美味いと思ったら、それが芸ですよ」
- （弟子を叱るとき）「あたしが許しても天が許しませんッ!」
- （弟子たちに対して）「浮気がばれても絶対、認めてはいけません。その『最中』にみつかっても、『いまお腹が痛いから見てやっているんだ』って言いなさい。絶対に白状してはいけません」
7代目圓蔵の浮気がばれて妻に物指しで叩かれたところ、翌日「文楽の弟子が内儀さんに物指しで引っぱたかれちゃいけませんよ」と小言を言われたという[54]。
- 「長生きも芸の内」
吉井勇が8代目文楽に送った言葉。